# Sebastián Driussi
Sebastián Driussi (Buenos Aires, 1996. február 9. –) argentin korosztályos válogatott labdarúgó, a River Plate csatára.

## Pályafutása

### Klubcsapatokban
Driussi az argentin fővárosban, Buenos Airesben született. Az ifjúsági pályafutását a helyi River Plate akadémiájánál kezdte.
2013-ban mutatkozott be a River Plate első osztályban szereplő felnőtt csapatában. Először a 2013. december 2-ai, Argentinos Juniors ellen 1–0-ra megnyert mérkőzésen lépett pályára. Első ligagólját 2015. március 8-án, az Unión de Santa Fe ellen 2–2-es döntetlennel zárult találkozón szerezte.
2017. július 8-án az orosz Zenyit Szankt-Petyerburg csapatához igazolt 15 millió € ellenében. Első gólját 2017. július 22-én, a Rubin Kazany ellen jegyezhette.
2021. július 29-én az észak-amerikai első osztályban érdekelt Austin együtteséhez szerződött. 2021. augusztus 8-án, a Dallas elleni mérkőzés 62. percében Daniel Pereira cseréjeként debütált. Első gólját 2021. augusztus 22-én, a Portland Timbers ellen 3–1-re megnyert találkozón szerezte.
2025. január 17-én visszatért a River Plate-hez.

### A válogatottban
Driussi az U17-es és U20-as korosztályokban is képviselte Argentínát.
2015-ben debütált az U20-as válogatottban. Először a 2015. január 14-ei, Ecuador elleni mérkőzés 55. percében Ángel Correat váltva lépett pályára. Első válogatott gólját 2015. február 8-án, Uruguay ellen 2–1-re megnyert U20-as dél-amerikai bajnokság mérkőzésén szerezte.

## Statisztikák
2023. június 25. szerint
| Klub                     | Szezon   | Osztály          | Bajnokság | Bajnokság | Kupa  | Kupa | Nemzetközi | Nemzetközi | Összesen | Összesen |
| Klub                     | Szezon   | Osztály          | Meccs     | Gól       | Meccs | Gól  | Meccs      | Gól        | Meccs    | Gól      |
| ------------------------ | -------- | ---------------- | --------- | --------- | ----- | ---- | ---------- | ---------- | -------- | -------- |
| River Plate              | 2013–14  | Primera División | 2         | 0         | 1     | 0    | —          | —          | 3        | 0        |
| River Plate              | 2014     | Primera División | 10        | 0         | 6     | 1    | —          | —          | 16       | 1        |
| River Plate              | 2015     | Primera División | 18        | 4         | 3     | 0    | 8          | 0          | 29       | 4        |
| River Plate              | 2016     | Primera División | 8         | 0         | 6     | 3    | 4          | 0          | 18       | 3        |
| River Plate              | 2016–17  | Primera División | 29        | 17        | 1     | 0    | 6          | 3          | 36       | 20       |
| River Plate              | Összesen | Összesen         | 67        | 21        | 17    | 4    | 18         | 3          | 102      | 28       |
| Zenyit Szankt-Petyerburg | 2017–18  | Premjer Liga     | 27        | 5         | 1     | 0    | 12         | 1          | 40       | 6        |
| Zenyit Szankt-Petyerburg | 2018–19  | Premjer Liga     | 27        | 11        | 2     | 1    | 14         | 1          | 43       | 13       |
| Zenyit Szankt-Petyerburg | 2019–20  | Premjer Liga     | 25        | 4         | 3     | 0    | 5          | 0          | 33       | 4        |
| Zenyit Szankt-Petyerburg | 2020–21  | Premjer Liga     | 16        | 1         | 1     | 0    | 5          | 1          | 22       | 2        |
| Zenyit Szankt-Petyerburg | Összesen | Összesen         | 95        | 21        | 7     | 1    | 36         | 3          | 138      | 25       |
| Austin                   | 2021     | MLS              | 17        | 5         | 0     | 0    | —          | —          | 17       | 5        |
| Austin                   | 2022     | MLS              | 37        | 25        | 1     | 0    | —          | —          | 38       | 25       |
| Austin                   | 2023     | MLS              | 14        | 4         | 0     | 0    | 1          | 2          | 15       | 6        |
| Austin                   | Összesen | Összesen         | 68        | 34        | 1     | 0    | 1          | 2          | 70       | 36       |
| Összesen                 | Összesen | Összesen         | 230       | 76        | 25    | 5    | 55         | 8          | 310      | 89       |

## Sikerei, díjai
River Plate
- Argentina Primera División
  - Bajnok (1): 2013–14

- Copa Argentina
  - Győztes (1): 2015–16

- Nemzetközi szuperkupa
  - Győztes (1): 2023

- Copa Libertadores
  - Győztes (1): 2015

- Copa Sudamericana
  - Győztes (1): 2014

- Recopa Sudamericana
  - Győztes (1): 2015

 Zenyit Szankt-Petyerburg
- Premjer Liga
  - Bajnok (3): 2018–19, 2019–20, 2020–21

- Russian Cup
  - Győztes (1): 2019–20

- Russian Super Cup
  - Győztes (1): 2020, 2021

Egyéni
- MLS All-Stars: 2022